# پرواز شماره ۲۷۵ اسپانتاکس
پرواز شماره ۲۷۵ اسپانتاکس (به انگلیسی: Spantax Flight 275) یک پرواز از تنریف به مقصد مونیخ بود که با ۱۴۸ مسافر و ۷ خدمه بودند، در تاریخ ۳ دسامبر ۱۹۷۲ در تنریف دچار سانحه شد و ۱۵۵ نفر جان باختند.